# Щербаков, Михаил Михайлович
Михаил Михайлович Щербаков (род. 13 июля 1985 года, Таганрог) — российский волейболист, центральный блокирующий.
В сезонах 2014/2015 и 2015/2016 становился лучшим блокирующим чемпионата России.

## Достижения
Клуб
- Чемпион России (2019)
- Обладатель Суперкубка России (2019)
- Серебряный призёр чемпионата России (2020)
- Серебряный призёр Кубка России (2011)

Сборная
- Победитель всемирной Универсиады (2011)